# Sillago indica
Sillago indica is een  straalvinnige vissensoort uit de familie van witte baarzen (Sillaginidae). De wetenschappelijke naam van de soort is voor het eerst geldig gepubliceerd in 1985 door McKay, Dutt & Sujatha.
De soort staat op de Rode Lijst van de IUCN als Onzeker, beoordelingsjaar 2009.